# Cyclocross-Weltmeisterschaften 1966
Die Cyclocross-Weltmeisterschaften 1966 wurden am 27. Februar im spanischen Beasain ausgetragen. Es gab ein Rennen in der offenen Kategorie, also für Profis und Amateure gleichermaßen. Start und Ziel waren im Stadion am Ortsrand, der Parcours war von steilen Anstiegen und Abfahrten geprägt.

## Ergebnisse
| Platz | Land        | Sportler          |
| ----- | ----------- | ----------------- |
| 1     | Belgien     | Erik De Vlaeminck |
| 2     | Schweiz     | Hermann Gretener  |
| 3     | Deutschland | Rolf Wolfshohl    |